# Icaronycteris
Icaronycteris is een geslacht van uitgestorven microchiroptere vleermuizen uit het Vroeg-Eoceen, ongeveer 52,2 miljoen jaar geleden, waardoor het de vroegst bekende definitieve vleermuis is. Vier uitzonderlijk bewaard gebleven exemplaren, behorend tot de best bewaarde vleermuisfossielen, zijn bekend uit de Green River-formatie in Noord-Amerika. Er is slechts één grondig beschreven vleermuissoort in het geslacht, Icaronycteris index, hoewel fragmentarisch materiaal uit Frankrijk ook voorlopig binnen Icaronycteris is geplaatst als de tweede soort Icaronycteris menui. Deze dieren konden tot veertien centimeter lang worden, met een spanwijdte van bijna veertig centimeter. Er zijn drie soorten in het geslacht benoemd. Fossielen werden gevonden in Frankrijk, India, Montana en Wyoming.

## Beschrijving
Icaronycteris leek sterk op moderne vleermuizen, maar had enkele primitieve trekken. De staart was veel langer en niet met een huidmembraan verbonden met de achterpoten, de eerste vleugelvinger droeg een klauw en het lichaam was flexibeler. Evenzo had het een volledig stel relatief ongespecialiseerde tanden, vergelijkbaar met die van een moderne spitsmuis. Zijn anatomie suggereert dat Icaronycteris, net als moderne vleermuizen, sliep terwijl hij ondersteboven hing en zich met zijn achterpoten vasthield aan een boomtak of stenen richel.

## Fylogenie
Volgens Simmons & Geisler 1998 is Icaronycteris het eerste geslacht, gevolgd door Archaeonycteris, Hassianycetris en Palaeochiropteryx, in een reeks die leidt tot bestaande microchiroptera-vleermuizen.
|  | \| \| Palaeochiropteryx \| \| \| \| \| \| Microchiroptera (Echolocatie vleermuizen) \| \| \| \| |
|  |                                                                                                 |
|  | Palaeochiropteryx                                                                               |
|  |                                                                                                 |
|  | Microchiroptera (Echolocatie vleermuizen)                                                       |
|  |                                                                                                 |

|  | Palaeochiropteryx                         |
|  |                                           |
|  | Microchiroptera (Echolocatie vleermuizen) |
|  |                                           |

|  | \| \| Palaeochiropteryx \| \| \| \| \| \| Microchiroptera (Echolocatie vleermuizen) \| \| \| \| |
|  |                                                                                                 |
|  | Palaeochiropteryx                                                                               |
|  |                                                                                                 |
|  | Microchiroptera (Echolocatie vleermuizen)                                                       |
|  |                                                                                                 |

|  | Palaeochiropteryx                         |
|  |                                           |
|  | Microchiroptera (Echolocatie vleermuizen) |
|  |                                           |

|  | \| \| Palaeochiropteryx \| \| \| \| \| \| Microchiroptera (Echolocatie vleermuizen) \| \| \| \| |
|  |                                                                                                 |
|  | Palaeochiropteryx                                                                               |
|  |                                                                                                 |
|  | Microchiroptera (Echolocatie vleermuizen)                                                       |
|  |                                                                                                 |

|  | Palaeochiropteryx                         |
|  |                                           |
|  | Microchiroptera (Echolocatie vleermuizen) |
|  |                                           |

|  | \| \| Palaeochiropteryx \| \| \| \| \| \| Microchiroptera (Echolocatie vleermuizen) \| \| \| \| |
|  |                                                                                                 |
|  | Palaeochiropteryx                                                                               |
|  |                                                                                                 |
|  | Microchiroptera (Echolocatie vleermuizen)                                                       |
|  |                                                                                                 |

|  | Palaeochiropteryx                         |
|  |                                           |
|  | Microchiroptera (Echolocatie vleermuizen) |
|  |                                           |

|  | \| \| Palaeochiropteryx \| \| \| \| \| \| Microchiroptera (Echolocatie vleermuizen) \| \| \| \| |
|  |                                                                                                 |
|  | Palaeochiropteryx                                                                               |
|  |                                                                                                 |
|  | Microchiroptera (Echolocatie vleermuizen)                                                       |
|  |                                                                                                 |

|  | Palaeochiropteryx                         |
|  |                                           |
|  | Microchiroptera (Echolocatie vleermuizen) |
|  |                                           |

|  | \| \| Palaeochiropteryx \| \| \| \| \| \| Microchiroptera (Echolocatie vleermuizen) \| \| \| \| |
|  |                                                                                                 |
|  | Palaeochiropteryx                                                                               |
|  |                                                                                                 |
|  | Microchiroptera (Echolocatie vleermuizen)                                                       |
|  |                                                                                                 |

|  | Palaeochiropteryx                         |
|  |                                           |
|  | Microchiroptera (Echolocatie vleermuizen) |
|  |                                           |

|  | \| \| Palaeochiropteryx \| \| \| \| \| \| Microchiroptera (Echolocatie vleermuizen) \| \| \| \| |
|  |                                                                                                 |
|  | Palaeochiropteryx                                                                               |
|  |                                                                                                 |
|  | Microchiroptera (Echolocatie vleermuizen)                                                       |
|  |                                                                                                 |

|  | Palaeochiropteryx                         |
|  |                                           |
|  | Microchiroptera (Echolocatie vleermuizen) |
|  |                                           |

|  | \| \| Palaeochiropteryx \| \| \| \| \| \| Microchiroptera (Echolocatie vleermuizen) \| \| \| \| |
|  |                                                                                                 |
|  | Palaeochiropteryx                                                                               |
|  |                                                                                                 |
|  | Microchiroptera (Echolocatie vleermuizen)                                                       |
|  |                                                                                                 |

|  | Palaeochiropteryx                         |
|  |                                           |
|  | Microchiroptera (Echolocatie vleermuizen) |
|  |                                           |